# Hämndens timme (film, 1967)
Hämndens timme (originaltitel Da uomo a uomo) är en italiensk westernfilm med Lee Van Cleef. Filmen handlar om en ung revolverman som är på jakt efter banditerna som våldtog och mördade hans familj och ingår en ostadig allians med åldrande kåkfarare, som säger "Någon sa att hämnden är en rätt som måste ätas kall. Annars får du matsmältningsproblem".

## I rollerna
- Lee Van Cleef – Ryan
- John Phillip Law – Bill Meceita
- Luigi Pistilli – Walcott
- Mario Brega – Mannen i västen
- Anthony Dawson – Cavanaugh
- José Torres – Pedro
- Felicita Fanny – Martita
- Franco Balducci – Sheriffen

## Om filmen
Filmen ingår i en subgenre av italienska westernfilmer där man brukade para ihop en åldrande laglös (Lee van Cleef var ett populärt val för den karaktären) med en yngre revolverman. Andra exempel på sådana filmer är För några få dollar mer, En främling kom för att hämnas och En blodig kniv - ett dödande skott. Westernveteranerna Luigi Pistilli och Mario Brega, kända från bland annat Dollartrilogin, medverkar som filmens antagonister. Manuset skrevs av Luciano Vincenzoni som var manusförfattare till flera av Sergio Leones westernfilmer. 
Filmen mottogs inte väl av kritiker när den kom. Roger Ebert gav filmen en stjärna. Detta till trots har filmen många trogna fans, bland annat Quentin Tarantino.. Han använde musik från filmen i Kill Bill och Inglourious Basterds och refererar ofta till filmen i sina egna verk. Framförallt scenerna när karaktären Bill Meceita ser någon av männen som mördade hans familj och får tillbakablickar till mordet som visas genom ett orangefärgat filter. Detta grepp har Tarantino återanvänt i Kill Bill.